# Mirisavi ruj
Mirisavi ruj (grozdasti ruj, rujevina grozdasta, kiseli ruj, jelenji rog, lat. Rhus coriaria), listopadni grm ili manje stablo iz porodice (rujevke) Anacardiaceae. Domovina mu je velik dio južne Europe i jugozapadne i srednje Azije, a na otoke Madeira je naknadno uvezen.

## Opis
Mirisavi ruj je znatno manji od kiselog ruja, naraste tek od jednog do tri metra visine. Korijenov sustav je veoma razgranat i površinski, a u prirodi, raste po šikarama, razmnožava se sjemenkama. Listovi su neparno perasti, pupovi gusto prekriveni svijetlosmeđim dlačicama, cvjetovi dvospolni. Cvate u lipnju i srpnju. Plodovi su mu crvenosmeđe koštunice sa sitnim crnim sjemenom. Od plodova, koji se beru prije nego što sazriju, radi se sok i pije kao limunada, ili se koriste u mješavini začina nakon što se isušće i samelju.
Od mirisavog ruja dobivaju se i boje, crna od listova i izboja, crvena od korijena i plodova i žuta od kore. List se koristi i za aromatiziranje duhana.